# Orokština
Orokština (též ulta) je jazyk, kterým mluví kmen Oroků. Jazyk patří do rodiny tunguzských jazyků, a je blízce příbuzný nanajštině. Jazykem se mluví především na ostrově Sachalin na východě Ruska, někteří Orokové žijí také na japonském ostrově Hokkaidó, ale počet mluvčích jazyka zde není znám.

## Dialekty
Jazyk má dva dialekty:
- Severní (Val-noglický)
- Jižní (Poronajský), používaný na jihu Sachalinu a na Hokkaidu

## Abeceda
Orokština používá upravenou verzi cyrilice, která byla vyvinuta v roce 2007:

Orokská abeceda

## Příklady

### Číslovky
| Oroksky | Česky |
| гēдa    | jeden |
| дy      | dva   |
| илā     | tři   |
| ӡин     | čtyři |
| тyндa   | pět   |
| нyӈy    | šest  |
| нaдa    | sedm  |
| ӡaкпy   | osm   |
| xyjy    | devět |
| ӡoн     | deset |

## Vzorový text

### Všeobecná deklarace lidských práv
| oroksky | Чипāли гуруннē балӡичи гэвумэ, омотто м нэ мөрөнӡи, м нэ доронӡи. Нōчи идэлу, иркалу, м нэ м нӡи нāдактаӈачи бūчи.                         |
| česky   | Všichni lidé se rodí svobodní a sobě rovní co do důstojnosti a práv. Jsou nadáni rozumem a svědomím a mají spolu jednat v duchu bratrství. |